# José Rizal
José Protasio Rizal Mercado y Alonso Realonda (Calamba 19 de juny de 1861- Bagumbayan (actualment Rizal Park), 30 de desembre de 1896), va ser un patriota filipí, amb part del seu origen xinès (de cinquena generació) que va ser executat per les autoritats espanyoles durant l'època colonial. És considerat heroi nacional de les Filipines, i l'aniversari de la mort de Rizal es commemora a les Filipines com el Dia Rizal.
Era fill d'una família acomodada i tenia 10 germans. Estudià medicina i filosofia i lletres a la Universitat filipina de Santo Tomas, es llicencià en medicina a la Universitat Complutense de Madrid, i es doctorà a la Universitat de París i de Heidelberg. Sabia parlar en 10 idiomes. Traduí la poesia de Schiller al seu idioma nadiu el tagàlog. En el seu assaig "La indolència del filipí" Rizal va dir que tres segles de govern espanyol no va fer gaire pel desenvolupament de les Filipines i que més aviat hi va haver una regressió. Va escriure poesia i les seves novel·les Noli Me Tangere i El filibusterismo van ser unes de les primeres novel·les sobre la situació colonial. Va fundar la Liga Filipina que després va donar lloc al moviment polític Katipunan.

## Origen familiar i dels seus cognoms
Va ser el setè fill d'onze. El seus pares, Francisco Rizal y Mercado y Teodora Alonso y Realonda, van ser pròspers camperols de la ciutat de Calamba, a la província de La Laguna.
El 1849, el governador general de les Filipines, Narcís Claveria, va decretar que els nadius filipins i les famílies immigrants havien d'adoptar cognoms espanyols, o amb resonància espanyola, dels que hi havia en una llista. La família d'origen xinès que es deia Lam-co va canviar el seu cognom pel de "Mercado" (mercat), probablement per voler indicar els seus orígens mercaders, triant com a nom de pila, Domingo. El pare de Rizal va usar aquest cognom fins al seu ingrés a l'Ateneu Municipal, institució jesuïta que avui en dia es denomina Universidad Ateneo de Manila i que és on va cursar els seus estudis de grau mig. En aquell moment, canviar el cognom per "Ricial" (camps verds) escrit posteriorment com Rizal, a suggeriment del seu germà gran, Paciano.
Poc després el jove estudiant es va posicionar i va iniciar un posicionament polític arriscat, criticant les autoritats colonials espanyoles.
José també tenia, a més de les seves arrels filipines indígenes, avantpassats espanyols i japonesos.
Dintre del seu cercle familiar, José Protacio era conegut com "Pepe"

## Educació i formació
Rizal va començar la seva formació sent instruït per la seva mare. Era de tempareament curiós i, una nit, va observar una papallona que volava entorn una espelma i que acabaria cremant-se en ella. la seva mare va advertir-lo, aleshores, del que pot passar a qui anhela en excés la saviesa.
L'any 1877 va rebre el seu títol de Batxiller en Belles Arts per la Universidad Ateneo de Manila. Rizal va continuar la seva formació a aquesta mateixa institució, obtenint el títol de topògraf, agrimensor i assessor de la propietat.
Posteriorment, va anar a la Universitat de Santo Tomás, que gestionaven membres de l'Ordre Dominica, on va iniciar la seva carrera de Filosofia i lletres, on confluïen tots els estudis de Filosofia, Literatura, Filologia, Llatí i Humanitats.
Quan va saber que la seva mare s'estava quedant cega, va iniciar estudis d'Oftalmologia, començant els seus cursos de Medicina General a la mateixa institució dominica. Per poder formar-se en l'especialitat triada, va haver de deixar Filipines i traslladar-se a Europa, tot i la forta oposició paterna.
Va iniciar els cursos a la Universitat de Madrid, on va convalidar assignatures cursades a les Filipines, tant de Medicina, com de Filosofia i Lletres. Va acabar graduant-se cum laude.

## Política
Rizal tornà a Manila el 1892, advocà per reformes socials moderades a les Filipines però el governador de les Filipines va dissoldre la seva Liga Filipina i el va declarar enemic de l'Estat espanyol per la publicació de les seves novel·les. El juliol de 1892 Rizal va ser deportat per rebel a Dapitan a la província de Zamboanga a Mindanao. Allà José Rizal va desenvolupar l'agricultura especialment el conreu de la fibra de la planta abacà.
Cap a l'any 1896 hi va haver la rebel·lió fomentada per la societat secreta Katipunan, de la qual Rizal n'era crític per considerar que no estava prou armada ni tenia prou suport dels filipins rics. Rizal va ser arrestat quan anava a Cuba, per incorporar-se com a voluntari a l'exèrcit espanyol que hi lluitava contra els independentistes, empresonat a Barcelona i portat a judici a Manila, va ser acusat d'estar implicat en la revolució. Quan estava empresonat va escriure un manifest repudiant la revolució i declarant que l'educació dels filipins i el seu afany per aconseguir una identitat nacional era un requisit previ a la llibertat. Un consell de guerra el va jutjar i condemnar a mort per rebel·lió, sedició i conspiració.
Va ser enterrat secretament amb una làpida sense identificació al cementiri Paco de Manila.
L'actuació de Camilo Polavieja, va ser condemnada pels espanyols. Polavieja va visitar Girona on es van distribuir circulars entre la multitud amb els darrers versos de Rizal, el seu retrat i l'acusació que Polavieja era responsable de la pèrdua de les Filipines.